# Penang Badminton Association
Die Penang Badminton Association ist ein Sportverband in der Sportart Badminton im Bundesstaat Penang in Malaysia.

## Geschichte
Der Verband wurde 1925 in den Federated Malay States gegründet, welche damals Teil des britischen Weltreiches auf der malaiischen Halbinsel waren. Mit der Gründung im Jahr 1925 ist die Penang Badminton Association der älteste Badminton-Dachverband in Asien. 1934 schlossen sich die Verbände der Provinzen Perak, Penang, Selangor und Singapur zum malayischen Badmintonverband zusammen, welcher später als Badminton Association of Malaysia bekannt wurde. Heute ist die Penang Badminton Association immer noch existent, jedoch als Sportverband des Bundesstaats Penang in Malaysia.

## Persönlichkeiten
- Kah Kau Kiak, Präsident

## Bedeutende Veranstaltungen, Turniere und Ligen
- Penang Open

## Referenzen
- Lim Peng Han: The transition and transformation of badminton into a globalized game 1893-2012: A study of the trials and tribulations of Malaysian badminton players competing for Thomas Cup and Olympic gold medals. 8th International Malaysian Studies Conference (MSC8), Selangor, Malaysia, 9.–11. Juli 2012